# Daniel Huber
Daniel Huber, född 2 januari 1993, är en österrikisk backhoppare. Han ingick i det österrikiska lag som vann silver i lagtävlingen i stor backe vid Världsmästerskapen i nordisk skidsport 2019.